# ヨルハ二号B型
ヨルハ二号B型（YoRHa No2 Type-B通称「2B（トゥービー）」、ロールアウト日=11942年1月7日午前5時13分)、はスクウェア・エニックスのアクションRPG、ニーア オートマタに登場する主人公である架空の人物。

## 概要
アタッカータイプ(A型)とガンナータイプ(G型)を組み合わせたバトラータイプ(B型)。
性格は冷静沈着。ヨルハ部隊の規律もあり、あまり感情を表に出そうとはしない。そのため、一見冷たい印象もあるが、仲間に対しては配慮や思いやりを持って接している。9Sに危害を加えたアダムに対して激昂したこともある。
「さん」付けで呼ばれるのを嫌っており、9Sに対し「形容詞は必要ない」と発言している。
実はB型の呼称は偽名で、正式名称はヨルハ二号E型。9Sがハッキングによってヨルハ計画の真の目的に気づくたびに9Sを破壊し、その記憶を消すという真の任務を受けている。テレビアニメ版によると最低48回は破壊している。

## 来歴
西暦11945年3月10日午後4時2分(当時3歳)。「2B」は「9S」とともに、第243次降下作戦を経て共同で地上の情報収集任務にあたることとなり、その中でこれまでの機械生命体とは全く異なる、アンドロイドに酷似した人型の機械生命体や、「美」の意識を持ち自身を飾ろうとする狂った機械生命体「ボーヴォワール」、そして戦う意思を持たない平和主義の機械生命体「パスカル」などと出会う。
その後、アダムが9Sを人質に取った事件を受け、2Bが救出とアダム殺害を挑む。一時苦戦するも9Sを救出、同時にアダムを殺害することに成功する。
2Bは9Sとともに死闘の末に暴走するイヴの撃破に成功するが、その際に9Sがデータ汚染を受けてしまう。バックアップを取らずに死ねば現在の記憶は失われてしまうが、汚染されたデータをバンカーにアップロードするわけにもいかず、記憶を失うことを覚悟の上で9Sは2Bに介錯を頼む。9Sをその手にかけた2Bが悲嘆に暮れていると、突如機能を停止していたはずの機械生命体たちの残骸が共鳴を始める。動き出した機械生命体へ刃を向ける2Bだったが、その機体は9Sの声で彼女を制止した。彼のパーソナルデータはハッキングを行った際に機械生命体のネットワーク上に残っており、そこで自我も再形成されていた。
機械生命体のネットワークの中心を担っていた「アダム」と「イヴ」を撃破したことにより、機械生命体の指示系統は混乱。ヨルハ部隊はこの機を逃さず、大規模侵攻作戦を開始する。作戦はヨルハ部隊優勢で進んでいたが、敵のEMP攻撃をきっかけにして隊員が次々と論理ウィルスに感染し、データのバックアップを保留していたことで感染を免れていた2Bに襲いかかる。
やむを得ず応戦していた2Bは、その最中に司令部との通信が途絶えていることに気づく。その原因はジャミングではなく司令部自体にあるとポッドから伝えられた2Bは、ブラックボックス反応による自爆を利用して9Sとともにバンカー内へと帰還する。しかし既にバンカーもウィルスに汚染されており、基地内のオペレーター、そして司令官も感染してしまっていた。ここでも襲われることとなった2Bたちは、飛行ユニットによる地上への帰還を余儀なくされ、その後バンカーは崩壊し、ヨルハ部隊は壊滅する。
地球へと脱出したあとも汚染されたヨルハ部隊員の追撃は続き、2Bは身を挺して9Sを逃がすものの、自身はウィルスに感染してしまう。汚染を広めないためにと人気のない廃屋へ向かった2Bは、そこで脱走兵として指名手配されているヨルハ機体「A2」と出会い、A2に自身の記憶と9Sのことを託して介錯を受ける。
同年8月14日午後6時6分、2Bはポッド042とポッド153によって同一の個体としての復活を遂げることとなった。

## 他作品との出演
- ファイナルファンタジーXV [5]
- ドラゴンクエストシリーズ [6]
- ファンタシースターオンライン2[7]

など。なお、大乱闘スマッシュブラザーズ SPECIALに2Bの参戦を要望する声が多かったことを証言している。
- ソウルキャリバーVI（バンダイナムコゲームス）-　シーズン1追加キャラクターとして登場している。